# Zaō Gongen

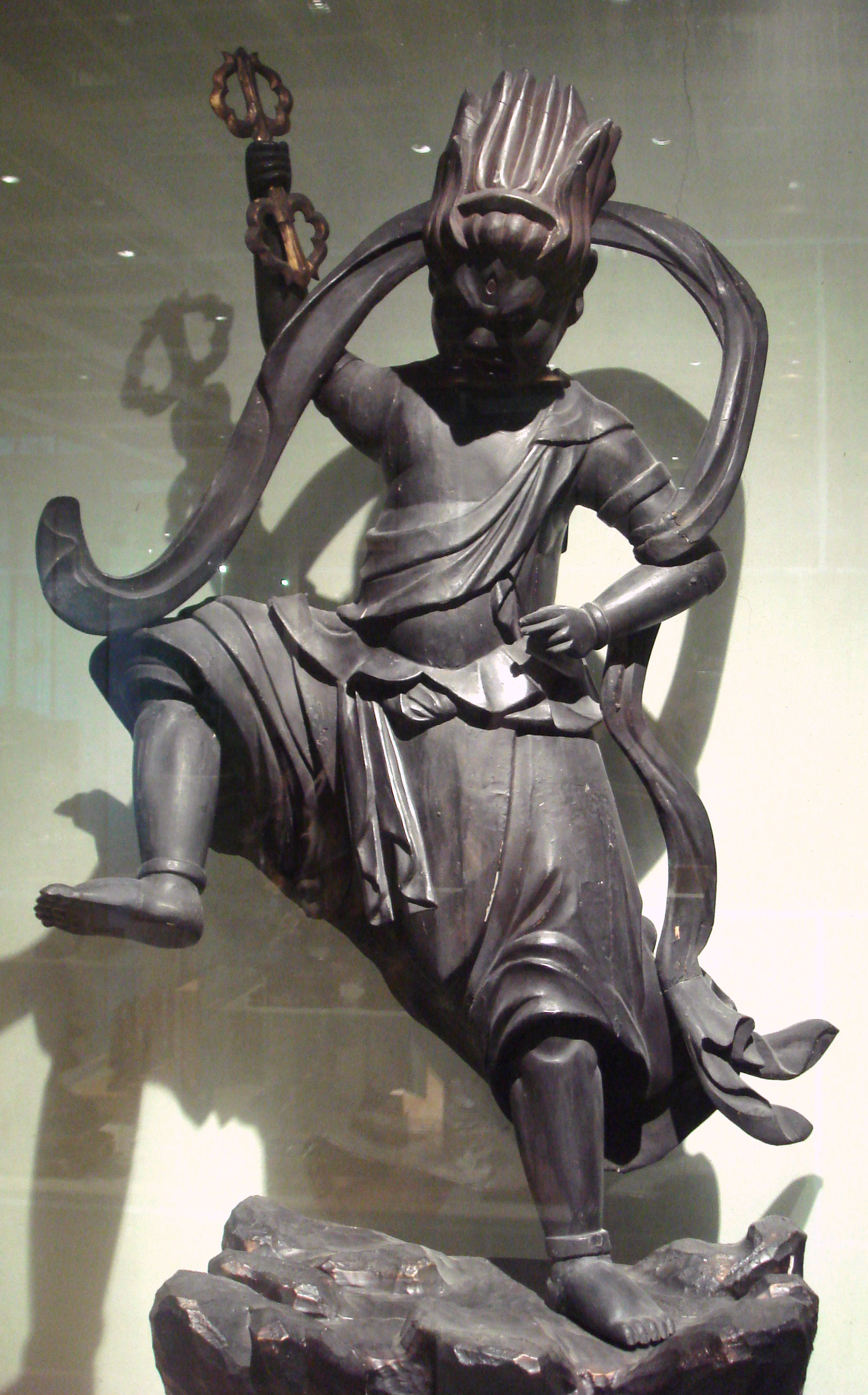
Zao Gongen Statue (Musée Guimet, Paris)

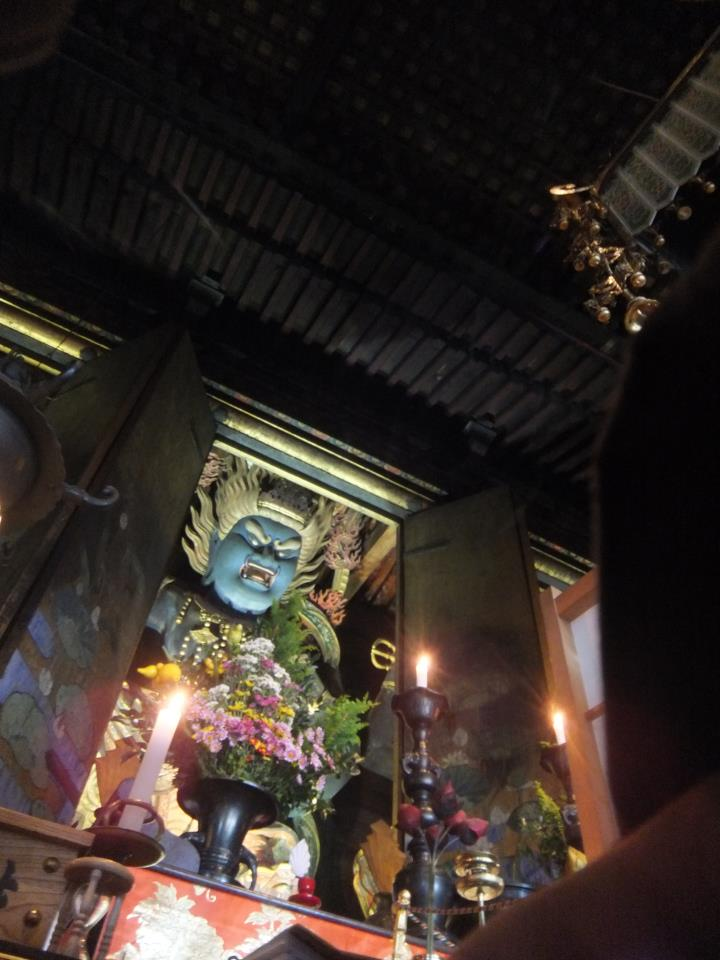
Eine der drei Zaō Gongen Statuen im Kimpusen-Tempel (Kimpusen-ji), Yoshino

Zaō Gongen (jap. 蔵王権) ist eine der wichtigsten Gottheiten der japanischen synkretistischen Religion des Shugendō. Sie gilt als Manifestation (Avatar = gongen 権現) dreier buddhistischer Gottheiten: des historischen Buddha Shaka-nyorai  (釈迦如来), des Avalokiteshvara (Kannon Bosatsu, 千手観音) und des Maitreya (Miroku Bosatsu, 弥勒菩薩), d. h. der Buddhas der Vergangenheit, Gegenwart und Zukunft. Zaō Gongen ist zugleich die Schutzgottheit des heiligen Bergs Kimpu (Kimpusen, 金峰山). Andere Namensvarianten sind Kongō Zaō Gongen (金剛蔵王権現) und Kongō Zaō Bosatsu (金剛蔵王菩薩).

## Herkunft
Zaō Gongen ist eine im Japan der Heian-Zeit erschienene Gottheit. Der im 11./12. Jh. entstandenen Legende des Kimpusen-Tempels (Kinpusen-ji 金峯山寺) in Yoshino (Präfektur Nara) zufolge suchte der im 7. Jh. lebende Asket En no Gyōja den Berg Kimpu auf, um um Hilfe zur Rettung der Lebewesen und zur Eindämmung der Dämonen und des Bösen zu bitten. Hierauf zeigten sich ihm die drei oben genannten buddhistischen Gottheiten, die zur Gestalt des Avatar Zaō verschmolzen und En no gyōja magische Kräfte verliehen. Anderen Legenden zufolge erschien zunächst Kshitigarbha (jap. Jizō Bosatsu), der wegen seiner ausgeprägten Milde abgewiesen wurde. Es folgten andere Gottheiten, die alle abgewiesen wurden, bis sich Zao Gongen in seiner zürnenden Gestalt zeigte.

## Erscheinungsbild
Die Statuen und Bilder des zuweilen dunkelblau gefärbten Zaō Gongen zeigen mit dem zürnenden Gesichtsausdruck und stehenden Haarschopf, mit der zum Schlag bereiten, ein Vajra haltenden rechten Hand und dem zum Fußstoß erhobenen rechten Bein eine enge Verwandtschaft zu den „Lichtkönigen“ (myōō, 明王) des Buddhismus. Die linke Hand an der Hüfte ist zum „Schwert-Mudra“ (tōin, 刀印, auch tōken-in, 刀剣印) geformt. Um die Hüfte ist er mit einem Löwenfell gegürtet. In dieser Gestalt vertreibt er die Dämonen des Universums. Manche Darstellung zeigen Flammen hinter dem Rücken als Symbol seiner Weisheit, die alles Böse verbrenne.

## Zaō Gongen in der Meiji-Zeit
Während der Meiji-Restauration wurden im Zuge des Aufbaus des Staats-Shintō und der hierzu betriebenen Trennung von Buddhismus und Shintō (Shinbutsu Bunri) viele Verehrungsstätten des Zaō Gongen in Shintō-Schreine überführt und umgetauft. So entstand aus dem Tempel Zaō Daigongen-sha (蔵王大権現社) im Zaō-Gebirge (Zaō Rempō, Präfektur Miyagi/Präfektur Yamagata) der Schrein Kattamine Jinja (刈田嶺神社). Und in mehreren Schritten wandelte sich die dort verehrte Gottheit vom buddhistisch-eklektischen Zaō Daigongen zur Shintō-Gottheit Ame no mikumari no kami (天水分神). Verbleibende Mönche waren fortan Shintō-Priester. Der Kimpusen-Tempel in Yoshino wiederum, noch heute der wichtigste Ort der Zaō-Verehrung, wurde für mehrere Jahre geschlossen, dann der buddhistischen Tendai-Schule unterstellt, von der er sich später wieder löste.

## Wichtige Orte der Zaō-Verehrung
- Kimpusen-ji, Yoshino, Präfektur Nara (金峯山寺)
- Nyoirin-ji, Yoshino, Präfektur Nara (如意輪寺)
- Ishizuchi-san (石鎚山). Der Berg selbst gilt als Zaō Gongen

## Mantras (Shingon)
- Zaō Gongen: On bakiryu sowaka (オン バキリュ ソワカ)
- Kongō Zaō Gongen: On basara kusha aranja un sowaka (オン バサラ クシャ アランジャ ウン ソワカ)